# 阿爾梅尼什鄉
45°12′N 22°19′E / 45.200°N 22.317°E
阿爾梅尼什鄉（羅馬尼亞語：Armeniș）是羅馬尼亞的鄉份，位於該國西南部，由卡拉什-塞維林縣負責管轄，面積143平方公里，海拔高度429米，2007年人口2,514，人口密度每平方公里18人。